# Helmondia '55 in het seizoen 1956/57
Het seizoen 1956/1957 was het tweede jaar in het bestaan van de Helmondse betaaldvoetbalclub Helmondia '55. De club kwam uit in de Eerste divisie A en eindigde daarin op de zevende plaats. Tevens deed de club mee aan het toernooi om de KNVB beker, hierin werd de club in de vierde ronde uitgeschakeld door Fortuna '54 (3–4).

## Wedstrijdstatistieken

### Eerste divisie A
|       | ADO   | Alkmaar '54 | DWS   | Emma  | De Graafschap | Haarlem | HVC   | KFC   | Limburgia | Roda Sport | SVV   | De Volewijckers | VSV   | Wageningen | Xerxes |
| ----- | ----- | ----------- | ----- | ----- | ------------- | ------- | ----- | ----- | --------- | ---------- | ----- | --------------- | ----- | ---------- | ------ |
| Thuis | 1 – 1 | 1 – 0       | 0 – 1 | 2 – 1 | 1 – 1         | 2 – 2   | 1 – 0 | 3 – 0 | 2 – 2     | 2 – 2      | 1 – 2 | 3 – 2           | 0 – 0 | 2 – 1      | 1 – 6  |
| Uit   | 0 – 0 | 1 – 0       | 2 – 5 | 0 – 1 | 6 – 1         | 1 – 2   | 6 – 5 | 2 – 3 | 1 – 1     | 1 – 1      | 2 – 1 | 3 – 0           | 0 – 1 | 1 – 1      | 3 – 1  |

### KNVB beker
| 1e ronde                                   | Helmondia '55                                                            | 4 – 0 (1 – 0) | Venray                                                |
| 19 augustus 1956 Plaats: Helmond De Braak  | Hennie Hollink 19' Noud Jetten 55', 62' Harry Kornuyt 63'                |               |                                                       |
| 2e ronde                                   | Helmondia '55                                                            | 5 – 1 (2 – 0) | Willem II                                             |
| 16 september 1956 Plaats: Helmond De Braak | André Roosenburg 30', 35', 83' Hennie Hollink 85' Alfred Deissenroth 88' |               | 81' Piet de Jong                                      |
| 3e ronde                                   | Helmondia '55                                                            | 2 – 1 (1 – 1) | Eindhoven                                             |
| 26 december 1956 Plaats: Helmond De Braak  | Hennie Hollink 7' Noud Jetten 48'                                        |               | 2' Dick Snoek                                         |
| 4e ronde                                   | Helmondia '55                                                            | 3 – 4 (2 – 2) | Fortuna '54                                           |
| 3 maart 1957 Plaats: Helmond De Braak      | Harry Kornuyt 18' Hennie Hollink 24', 52'                                |               | 5' Bart Carlier 11' Bram Appel 80', 89' Henk Angenent |

## Statistieken Helmondia '55 1956/1957

### Eindstand Helmondia '55 in de Nederlandse Eerste divisie A 1956 / 1957
| Stand | Gespeeld | Gewonnen | Gelijk | Verloren | Punten | Doelpunten voor | Doelpunten tegen |
| ----- | -------- | -------- | ------ | -------- | ------ | --------------- | ---------------- |
| 7e    | 30       | 11       | 10     | 9        | 32     | 45              | 50               |

### Topscorers
| #                    | Naam             | Goal |
| -------------------- | ---------------- | ---- |
| 1.                   | Hennie Hollink   | 12   |
| 2.                   | André Roosenburg | 11   |
| 3.                   | Harry Kornuyt    | 8    |
| 4.                   | Noud Jetten      | 7    |
| 5.                   | Gerrit Akkermans | 2    |
| 6.                   | Thieu Driessen   | 1    |
| 6.                   | Marinus Pluim    | 1    |
| 6.                   | Jo Snijders      | 1    |
| Onbekende doelpunten |                  |      |
| –                    | Onbekend         | 2    |
| Totaal               | Totaal           | 45   |

| #      | Naam               | Goal |
| ------ | ------------------ | ---- |
| 1.     | Hennie Hollink     | 5    |
| 2.     | Noud Jetten        | 3    |
| 2.     | André Roosenburg   | 3    |
| 4.     | Harry Kornuyt      | 2    |
| 5.     | Alfred Deissenroth | 1    |
| Totaal | Totaal             | 14   |